# 北聖多明戈斯
19°08′40″S 40°37′22″W / 19.14444°S 40.62278°W
北聖多明戈斯（葡萄牙語：São Domingos do Norte），是巴西的城鎮，位於該國東南部，由聖埃斯皮里圖州負責管轄，始建於1993年，面積298,708平方公里，海拔高度180米，2010年人口8,001，人口密度每平方公里26.79人。